# Herminia heureka
Herminia heureka är en fjärilsart som beskrevs av Felix Bryk 1942. Herminia heureka ingår i släktet Herminia och familjen nattflyn. Inga underarter finns listade i Catalogue of Life.